# Improphantes cypriot
Espèce
Improphantes cypriot est une espèce d'araignées aranéomorphes de la famille des Linyphiidae.

## Distribution
Cette espèce est endémique du Chypre.

## Description
Le mâle holotype mesure 1,63 mm.

## Étymologie
Son nom d'espèce lui a été donné en référence au lieu de sa découverte, Chypre.

## Publication originale
- Tanasevitch, 2011 : On linyphiid spiders from the eastern and central Mediterranean kept at the Muséum d'histoire naturelle, Geneva. Revue Suisse de Zoologie, vol. 118, no 1, p. 49-91 (texte intégral).